# Bernat de Gurb
Bernat de Gurb (fl. 1022-1057) va ser senyor de Santa Coloma i de Queralt, fill de Sendred de Gurb i Ermengarda, casat amb Quixol. Poc després de la mort del seu pare Sendred, la comtessa Ermessenda i el seu fill Berenguer Ramon I li penyoren el terme de Gurb (1022). El 1032 participa en una incursió contra els sarraïns a Argensola. Un any més tard, compra el terme de Montclar (1033). Entre 1039 i 1049 jura fidelitat a Ramon Berenguer II pel castell de Vilamajor. El 1057 consta com a castlà dels castells de Les Piles i Biure, que ell mateix havia acabat de construir. És possible que morís aquell mateix any, atès que el seu fill Oliver Bernat infeuda els castells de Biure i Montclar a Ramon Arnau.